# Hymenophyllum maxonii
Hymenophyllum maxonii là một loài thực vật có mạch trong họ Hymenophyllaceae. Loài này được Christ ex C.V. Morton miêu tả khoa học đầu tiên năm 1947.